# 7620 Willaert
7620 Willaert è un asteroide della fascia principale. Scoperto nel 1960, presenta un'orbita caratterizzata da un semiasse maggiore pari a 2,4044680 UA e da un'eccentricità di 0,1452400, inclinata di 1,36067° rispetto all'eclittica.